# Encruphion leena
Encruphion leena är en fjärilsart som beskrevs av Druce 1898. Encruphion leena ingår i släktet Encruphion och familjen nattflyn. Inga underarter finns listade i Catalogue of Life.